# Llista de municipis del Charente
Llista dels 404 municipis del departament francès del Charente (16).
| Codi INSEE | Codi Postal | Municipi                           |
| ---------- | ----------- | ---------------------------------- |
| 16001      | 16500       | Abzac                              |
| 16002      | 16700       | Les Adjots                         |
| 16003      | 16110       | Agris                              |
| 16004      | 16190       | Aignes-et-Puypéroux                |
| 16005      | 16140       | Aigre                              |
| 16007      | 16490       | Alloue                             |
| 16008      | 16140       | Ambérac                            |
| 16009      | 16490       | Ambernac                           |
| 16010      | 16300       | Ambleville                         |
| 16011      | 16560       | Anais                              |
| 16012      | 16130       | Angeac-Champagne                   |
| 16013      | 16120       | Angeac-Charente                    |
| 16014      | 16300       | Angeduc                            |
| 16015      | 16000       | Angulema (ComAGA)                  |
| 16016      | 16500       | Ansac-sur-Vienne                   |
| 16017      | 16170       | Anville                            |
| 16018      | 16130       | Ars                                |
| 16019      | 16290       | Asnières-sur-Nouère                |
| 16020      | 16390       | Aubeterre-sur-Dronne               |
| 16021      | 16250       | Aubeville                          |
| 16339      | 16170       | Auge-Saint-Médard                  |
| 16023      | 16460       | Aunac                              |
| 16024      | 16560       | Aussac-Vadalle                     |
| 16025      | 16360       | Baignes-Sainte-Radegonde           |
| 16026      | 16430       | Balzac                             |
| 16027      | 16140       | Barbezières                        |
| 16028      | 16300       | Barbezieux-Saint-Hilaire           |
| 16029      | 16210       | Bardenac                           |
| 16030      | 16300       | Barret                             |
| 16031      | 16700       | Barro                              |
| 16032      | 16120       | Bassac                             |
| 16033      | 16460       | Bayers                             |
| 16034      | 16210       | Bazac                              |
| 16035      | 16450       | Beaulieu-sur-Sonnette              |
| 16036      | 16250       | Bécheresse                         |
| 16037      | 16210       | Bellon                             |
| 16038      | 16350       | Benest                             |
| 16039      | 16700       | Bernac                             |
| 16040      | 16480       | Berneuil                           |
| 16041      | 16250       | Bessac                             |
| 16042      | 16140       | Bessé                              |
| 16043      | 16170       | Bignac                             |
| 16044      | 16700       | Bioussac                           |
| 16045      | 16120       | Birac                              |
| 16046      | 16250       | Blanzac-Porcheresse                |
| 16047      | 16320       | Blanzaguet-Saint-Cybard            |
| 16048      | 16480       | Boisbreteau                        |
| 16049      | 16390       | Bonnes                             |
| 16050      | 16120       | Bonneuil                           |
| 16051      | 16170       | Bonneville                         |
| 16053      | 16360       | Bors-de-Baignes                    |
| 16052      | 16190       | Bors-de-Montmoreau                 |
| 16054      | 16350       | Le Bouchage                        |
| 16055      | 16410       | Bouëx                              |
| 16056      | 16200       | Bourg-Charente                     |
| 16057      | 16120       | Bouteville                         |
| 16058      | 16100       | Boutiers-Saint-Trojan              |
| 16059      | 16240       | Brettes                            |
| 16060      | 16370       | Bréville                           |
| 16061      | 16590       | Brie                               |
| 16062      | 16300       | Brie-sous-Barbezieux               |
| 16063      | 16210       | Brie-sous-Chalais                  |
| 16064      | 16420       | Brigueuil                          |
| 16065      | 16500       | Brillac                            |
| 16066      | 16480       | Brossac                            |
| 16067      | 16110       | Bunzac                             |
| 16068      | 16260       | Cellefrouin                        |
| 16069      | 16230       | Cellettes                          |
| 16070      | 16150       | Chabanais                          |
| 16071      | 16150       | Chabrac                            |
| 16072      | 16250       | Chadurie                           |
| 16073      | 16210       | Chalais                            |
| 16074      | 16300       | Challignac                         |
| 16076      | 16350       | Champagne-Mouton                   |
| 16075      | 16250       | Champagne-Vigny                    |
| 16077      | 16290       | Champmillon                        |
| 16078      | 16430       | Champniers                         |
| 16079      | 16360       | Chantillac                         |
| 16081      | 16140       | La Chapelle                        |
| 16082      | 16320       | Charmant                           |
| 16083      | 16140       | Charmé                             |
| 16084      | 16380       | Charras                            |
| 16085      | 16260       | Chasseneuil-sur-Bonnieure          |
| 16086      | 16150       | Chassenon                          |
| 16087      | 16350       | Chassiecq                          |
| 16088      | 16200       | Chassors                           |
| 16089      | 16100       | Châteaubernard                     |
| 16090      | 16120       | Châteauneuf-sur-Charente           |
| 16091      | 16480       | Châtignac                          |
| 16092      | 16320       | Chavenat                           |
| 16093      | 16380       | Chazelles                          |
| 16094      | 16460       | Chenommet                          |
| 16095      | 16460       | Chenon                             |
| 16096      | 16310       | Cherves-Châtelars                  |
| 16097      | 16370       | Cherves-Richemont                  |
| 16098      | 16240       | La Chèvrerie                       |
| 16099      | 16480       | Chillac                            |
| 16100      | 16150       | Chirac                             |
| 16101      | 16440       | Claix                              |
| 16102      | 16100       | Cougnat                            |
| 16103      | 16320       | Combiers                           |
| 16104      | 16700       | Condac                             |
| 16105      | 16360       | Condéon                            |
| 16106      | 16500       | Confolens                          |
| 16107      | 16560       | Coulgens                           |
| 16108      | 16330       | Coulonges                          |
| 16109      | 16200       | Courbillac                         |
| 16110      | 16240       | Courcôme                           |
| 16111      | 16190       | Courgeac                           |
| 16112      | 16210       | Courlac                            |
| 16113      | 16400       | La Couronne (ComAGA)               |
| 16114      | 16460       | Couture                            |
| 16115      | 16250       | Cressac-Saint-Genis                |
| 16116      | 16300       | Criteuil-la-Magdeleine             |
| 16117      | 16210       | Curac                              |
| 16118      | 16190       | Deviat                             |
| 16119      | 16410       | Dignac                             |
| 16120      | 16410       | Dirac                              |
| 16121      | 16290       | Douzat                             |
| 16122      | 16140       | Ébréon                             |
| 16123      | 16170       | Échallat                           |
| 16124      | 16220       | Écuras                             |
| 16125      | 16320       | Édon                               |
| 16127      | 16240       | Empuré                             |
| 16128      | 16490       | Épenède                            |
| 16129      | 16120       | Éraville                           |
| 16130      | 16210       | Les Essards                        |
| 16131      | 16500       | Esse                               |
| 16132      | 16150       | Étagnac                            |
| 16133      | 16250       | Étriac                             |
| 16134      | 16150       | Exideuil                           |
| 16135      | 16220       | Eymouthiers                        |
| 16136      | 16700       | La Faye                            |
| 16137      | 16380       | Feuillade                          |
| 16138      | 16730       | Fléac (ComAGA)                     |
| 16139      | 16200       | Fleurac                            |
| 16140      | 16230       | Fontclaireau                       |
| 16141      | 16230       | Fontenille                         |
| 16142      | 16240       | La Forêt-de-Tessé                  |
| 16143      | 16410       | Fouquebrune                        |
| 16144      | 16140       | Fouqueure                          |
| 16145      | 16200       | Foussignac                         |
| 16146      | 16410       | Garat                              |
| 16147      | 16320       | Gardes-le-Pontaroux                |
| 16148      | 16170       | Genac                              |
| 16149      | 16270       | Genouillac                         |
| 16150      | 16130       | Gensac-la-Pallue                   |
| 16151      | 16130       | Genté                              |
| 16152      | 16130       | Gimeux                             |
| 16153      | 16200       | Gondeville                         |
| 16154      | 16160       | Gond-Pontouvre (ComAGA)            |
| 16155      | 16140       | Les Gours                          |
| 16156      | 16170       | Gourville                          |
| 16157      | 16450       | Le Grand-Madieu                    |
| 16158      | 16380       | Grassac                            |
| 16297      | 16120       | Graves-Saint-Amant                 |
| 16160      | 16300       | Guimps                             |
| 16161      | 16480       | Guizengeard                        |
| 16162      | 16320       | Gurat                              |
| 16163      | 16290       | Hiersac                            |
| 16164      | 16490       | Hiesse                             |
| 16165      | 16200       | Houlette                           |
| 16166      | 16340       | L'Isle-d'Espagnac (ComAGA)         |
| 16167      | 16200       | Jarnac                             |
| 16168      | 16560       | Jauldes                            |
| 16169      | 16100       | Javrezac                           |
| 16170      | 16190       | Juignac                            |
| 16171      | 16130       | Juillac-le-Coq                     |
| 16172      | 16320       | Juillaguet                         |
| 16173      | 16230       | Juillé                             |
| 16174      | 16200       | Julienne                           |
| 16175      | 16250       | Jurignac                           |
| 16176      | 16300       | Lachaise                           |
| 16177      | 16120       | Ladiville                          |
| 16178      | 16300       | Lagarde-sur-le-Né                  |
| 16179      | 16300       | Lamérac                            |
| 16180      | 16390       | Laprade                            |
| 16183      | 16310       | Lésignac-Durand                    |
| 16181      | 16500       | Lessac                             |
| 16182      | 16420       | Lesterps                           |
| 16184      | 16460       | Lichères                           |
| 16185      | 16140       | Ligné                              |
| 16186      | 16130       | Lignières-Sonneville               |
| 16187      | 16730       | Linars (ComAGA)                    |
| 16188      | 16310       | Le Lindois                         |
| 16189      | 16700       | Londigny                           |
| 16190      | 16240       | Longré                             |
| 16191      | 16230       | Lonnes                             |
| 16193      | 16100       | Louzac-Saint-André                 |
| 16194      | 16140       | Lupsault                           |
| 16195      | 16450       | Lussac                             |
| 16196      | 16230       | Luxé                               |
| 16197      | 16240       | La Magdeleine                      |
| 16198      | 16320       | Magnac-Lavalette-Villars           |
| 16199      | 16600       | Magnac-sur-Touvre (ComAGA)         |
| 16200      | 16230       | Maine-de-Boixe                     |
| 16201      | 16250       | Mainfonds                          |
| 16202      | 16200       | Mainxe                             |
| 16203      | 16380       | Mainzac                            |
| 16204      | 16120       | Malaville                          |
| 16205      | 16500       | Manot                              |
| 16206      | 16230       | Mansle                             |
| 16207      | 16140       | Marcillac-Lanville                 |
| 16208      | 16170       | Mareuil                            |
| 16209      | 16110       | Marillac-le-Franc                  |
| 16210      | 16570       | Marsac                             |
| 16211      | 16380       | Marthon                            |
| 16212      | 16310       | Massignac                          |
| 16213      | 16310       | Mazerolles                         |
| 16214      | 16270       | Mazières                           |
| 16215      | 16210       | Médillac                           |
| 16216      | 16200       | Mérignac                           |
| 16217      | 16100       | Merpins                            |
| 16218      | 16370       | Mesnac                             |
| 16220      | 16200       | Les Métairies                      |
| 16221      | 16140       | Mons                               |
| 16222      | 16620       | Montboyer                          |
| 16223      | 16220       | Montbron                           |
| 16224      | 16300       | Montchaude                         |
| 16225      | 16310       | Montembœuf                         |
| 16226      | 16330       | Montignac-Charente                 |
| 16227      | 16390       | Montignac-le-Coq                   |
| 16228      | 16170       | Montigné                           |
| 16229      | 16240       | Montjean                           |
| 16230      | 16190       | Montmoreau-Saint-Cybard            |
| 16231      | 16420       | Montrollet                         |
| 16232      | 16600       | Mornac                             |
| 16233      | 16120       | Mosnac                             |
| 16234      | 16290       | Moulidars                          |
| 16236      | 16440       | Mouthiers-sur-Boëme                |
| 16237      | 16460       | Mouton                             |
| 16238      | 16460       | Moutonneau                         |
| 16239      | 16310       | Mouzon                             |
| 16240      | 16390       | Nabinaud                           |
| 16241      | 16230       | Nanclars                           |
| 16242      | 16700       | Nanteuil-en-Vallée                 |
| 16243      | 16200       | Nercillac                          |
| 16244      | 16440       | Nersac (ComAGA)                    |
| 16245      | 16270       | Nieuil                             |
| 16246      | 16190       | Nonac                              |
| 16247      | 16120       | Nonaville                          |
| 16248      | 16140       | Oradour                            |
| 16249      | 16500       | Oradour-Fanais                     |
| 16250      | 16220       | Orgedeuil                          |
| 16251      | 16480       | Oriolles                           |
| 16252      | 16210       | Orival                             |
| 16253      | 16240       | Paizay-Naudouin-Embourie           |
| 16254      | 16390       | Palluaud                           |
| 16255      | 16450       | Parzac                             |
| 16256      | 16480       | Passirac                           |
| 16257      | 16250       | Péreuil                            |
| 16258      | 16250       | Pérignac                           |
| 16259      | 16270       | La Péruse                          |
| 16260      | 16390       | Pillac                             |
| 16261      | 16260       | Les Pins                           |
| 16262      | 16170       | Plaizac                            |
| 16263      | 16250       | Plassac-Rouffiac                   |
| 16264      | 16490       | Pleuville                          |
| 16267      | 16190       | Poullignac                         |
| 16268      | 16700       | Poursac                            |
| 16269      | 16110       | Pranzac                            |
| 16270      | 16150       | Pressignac                         |
| 16271      | 16400       | Puymoyen (ComAGA)                  |
| 16272      | 16230       | Puyréaux                           |
| 16273      | 16240       | Raix                               |
| 16274      | 16110       | Rancogne                           |
| 16275      | 16140       | Ranville-Breuillaud                |
| 16276      | 16360       | Reignac                            |
| 16277      | 16200       | Réparsac                           |
| 16279      | 16210       | Rioux-Martin                       |
| 16280      | 16110       | Rivières                           |
| 16281      | 16110       | La Rochefoucauld                   |
| 16282      | 16110       | La Rochette                        |
| 16283      | 16320       | Ronsenac                           |
| 16284      | 16210       | Rouffiac                           |
| 16285      | 16320       | Rougnac                            |
| 16286      | 16170       | Rouillac                           |
| 16287      | 16440       | Roullet-Saint-Estèphe              |
| 16192      | 16270       | Roumazières-Loubert                |
| 16289      | 16310       | Roussines                          |
| 16290      | 16220       | Rouzède                            |
| 16291      | 16600       | Ruelle-sur-Touvre (ComAGA)         |
| 16292      | 16700       | Ruffec                             |
| 16293      | 16310       | Saint-Adjutory                     |
| 16294      | 16190       | Saint-Amant-de-Montmoreau          |
| 16295      | 16330       | Saint-Amant-de-Boixe               |
| 16296      | 16230       | Saint-Amant-de-Bonnieure           |
| 16298      | 16170       | Saint-Amant-de-Nouère              |
| 16300      | 16230       | Saint-Angeau                       |
| 16301      | 16300       | Saint-Aulais-la-Chapelle           |
| 16302      | 16210       | Saint-Avit                         |
| 16303      | 16300       | Saint-Bonnet                       |
| 16304      | 16100       | Saint-Brice                        |
| 16306      | 16420       | Saint-Christophe                   |
| 16307      | 16230       | Saint-Ciers-sur-Bonnieure          |
| 16308      | 16450       | Saint-Claud                        |
| 16310      | 16350       | Saint-Coutant                      |
| 16312      | 16170       | Saint-Cybardeaux                   |
| 16309      | 16230       | Sainte-Colombe                     |
| 16349      | 16200       | Sainte-Sévère                      |
| 16354      | 16480       | Sainte-Souline                     |
| 16314      | 16190       | Saint-Eutrope                      |
| 16315      | 16480       | Saint-Félix                        |
| 16316      | 16130       | Saint-Fort-sur-le-Né               |
| 16317      | 16140       | Saint-Fraigne                      |
| 16318      | 16460       | Saint-Front                        |
| 16320      | 16570       | Saint-Genis-d'Hiersac              |
| 16321      | 16700       | Saint-Georges                      |
| 16322      | 16500       | Saint-Germain-de-Confolens         |
| 16323      | 16380       | Saint-Germain-de-Montbron          |
| 16325      | 16700       | Saint-Gourson                      |
| 16326      | 16230       | Saint-Groux                        |
| 16328      | 16190       | Saint-Laurent-de-Belzagot          |
| 16329      | 16450       | Saint-Laurent-de-Céris             |
| 16330      | 16100       | Saint-Laurent-de-Cognac            |
| 16331      | 16480       | Saint-Laurent-des-Combes           |
| 16332      | 16250       | Saint-Léger                        |
| 16334      | 16190       | Saint-Martial                      |
| 16335      | 16700       | Saint-Martin-du-Clocher            |
| 16336      | 16260       | Saint-Mary                         |
| 16337      | 16500       | Saint-Maurice-des-Lions            |
| 16338      | 16300       | Saint-Médard                       |
| 16340      | 16720       | Saint-Même-les-Carrières           |
| 16341      | 16470       | Saint-Michel (ComAGA)              |
| 16342      | 16300       | Saint-Palais-du-Né                 |
| 16343      | 16130       | Saint-Preuil                       |
| 16344      | 16110       | Saint-Projet-Saint-Constant        |
| 16346      | 16210       | Saint-Quentin-de-Chalais           |
| 16345      | 16150       | Saint-Quentin-sur-Charente         |
| 16347      | 16210       | Saint-Romain                       |
| 16348      | 16290       | Saint-Saturnin (ComAGA)            |
| 16350      | 16390       | Saint-Séverin                      |
| 16351      | 16120       | Saint-Simeux                       |
| 16352      | 16120       | Saint-Simon                        |
| 16353      | 16220       | Saint-Sornin                       |
| 16355      | 16370       | Saint-Sulpice-de-Cognac            |
| 16356      | 16460       | Saint-Sulpice-de-Ruffec            |
| 16357      | 16480       | Saint-Vallier                      |
| 16358      | 16710       | Saint-Yrieix-sur-Charente (ComAGA) |
| 16359      | 16130       | Salles-d'Angles                    |
| 16360      | 16300       | Salles-de-Barbezieux               |
| 16361      | 16700       | Salles-de-Villefagnan              |
| 16362      | 16190       | Salles-Lavalette                   |
| 16363      | 16420       | Saulgond                           |
| 16364      | 16310       | Sauvagnac                          |
| 16365      | 16480       | Sauvignac                          |
| 16366      | 16130       | Segonzac                           |
| 16368      | 16410       | Sers                               |
| 16369      | 16200       | Sigogne                            |
| 16370      | 16440       | Sireuil                            |
| 16371      | 16170       | Sonneville                         |
| 16372      | 16380       | Souffrignac                        |
| 16373      | 16240       | Souvigné                           |
| 16374      | 16800       | Soyaux (ComAGA)                    |
| 16375      | 16260       | Suaux                              |
| 16376      | 16270       | Suris                              |
| 16377      | 16260       | La Tâche                           |
| 16378      | 16700       | Taizé-Aizie                        |
| 16379      | 16110       | Taponnat-Fleurignac                |
| 16380      | 16360       | Le Tâtre                           |
| 16381      | 16240       | Theil-Rabier                       |
| 16382      | 16410       | Torsac                             |
| 16383      | 16560       | Tourriers                          |
| 16384      | 16360       | Touvérac                           |
| 16385      | 16600       | Touvre (ComAGA)                    |
| 16386      | 16120       | Touzac                             |
| 16387      | 16200       | Triac-Lautrait                     |
| 16388      | 16730       | Trois-Palis                        |
| 16389      | 16350       | Turgon                             |
| 16390      | 16140       | Tusson                             |
| 16391      | 16700       | Tuzie                              |
| 16392      | 16460       | Valence                            |
| 16393      | 16330       | Vars                               |
| 16394      | 16320       | Vaux-Lavalette                     |
| 16395      | 16170       | Vaux-Rouillac                      |
| 16396      | 16460       | Ventouse                           |
| 16397      | 16140       | Verdille                           |
| 16398      | 16310       | Verneuil                           |
| 16399      | 16130       | Verrières                          |
| 16400      | 16510       | Verteuil-sur-Charente              |
| 16401      | 16330       | Vervant                            |
| 16402      | 16120       | Vibrac                             |
| 16403      | 16350       | Le Vieux-Cérier                    |
| 16404      | 16350       | Vieux-Ruffec                       |
| 16405      | 16300       | Vignolles                          |
| 16406      | 16220       | Vilhonneur                         |
| 16408      | 16320       | Villebois-Lavalette                |
| 16409      | 16240       | Villefagnan                        |
| 16410      | 16700       | Villegats                          |
| 16411      | 16140       | Villejésus                         |
| 16412      | 16560       | Villejoubert                       |
| 16413      | 16240       | Villiers-le-Roux                   |
| 16414      | 16230       | Villognon                          |
| 16415      | 16430       | Vindelle                           |
| 16416      | 16310       | Vitrac-Saint-Vincent               |
| 16417      | 16120       | Viville                            |
| 16418      | 16400       | Vœuil-et-Giget                     |
| 16419      | 16330       | Vouharte                           |
| 16420      | 16250       | Voulgézac                          |
| 16421      | 16220       | Vouthon                            |
| 16422      | 16410       | Vouzan                             |
| 16423      | 16330       | Xambes                             |
| 16424      | 16210       | Yviers                             |
| 16425      | 16110       | Yvrac-et-Malleyrand                |